# Asker (Bischof)
Asker (* ?; † 5. Mai 1137), auch Ascer, Asser, Asger oder Asker Svennson, war ein dänischer Geistlicher und der erste Erzbischof von Lund, das damals zu Dänemark gehörte.

## Leben
Als Sohn von Sven Torgunnson und dessen Frau Inga gehörte Asker zur damaligen Oberschicht und war mit dem dänischen Königshaus verwandt. Am 18. November 1089 wurde er zunächst zum Bischof von Lund geweiht, unterstand jedoch noch dem Erzbistum Bremen-Hamburg. Auf einer Reise 1095/96 zu Papst Paschalis II., den König Erik um Vermittlung in einem Streit mit dem Erzbistum Hamburg bitten wollte, sprach der König auch den Wunsch nach einem eigenen Erzbistum für den Norden aus. Weitere Verhandlungen mit einem Legaten 1102/03 verliefen offenbar positiv, da bereits in einem Brief des Papstes vom 8. Mai 1104 von einem Erzbistum Lund die Rede ist. Somit wurde die kirchliche Unabhängigkeit vom Erzbistum Bremen-Hamburg erreicht und Lund zum kirchlichen Zentrum Dänemarks, dem auch die Kirchen von Island, Norwegen und Schweden unterstanden. Von diesem Zeitpunkt an war Asker Erzbischof.
Asker hatte mehrere Brüder, die ebenfalls in hohen Ämtern waren. Eskil, der Sohn von Askers Bruder Kristian, wurde nach Askers Tod dessen Nachfolger.